# Традиция выпекания гречневого хлеба (Малоритский район)
Традиция выпекания гречневого хлеба в Малоритском районе — элемент народной белорусской кухни, объект историко-культурного наследия Республики Беларусь с 2020 года.  В зависимости от конкретного места можно встретить разные названия хлеба: «гречаник», «бабка», «гречневый хлеб».

## Общие сведения
Первые документальные свидетельства, описывающие традицию выпекания гречневого хлеба в Малоритском районе, относятся к концу XIX века, хотя формирование традиции может относиться и к более раннему времени. В описаниях народной культуры Великого Княжества Литовского встречаются сведения о добавлении в ржаной хлеб примесей овсяной, ячменной или гречневой муки. Гречка была и остается распространенной культурой на малоритчине. По состоянию на 2025 год,  в Беларуси гречневый хлеб пекут только в Малоритском районе, причем практически повсеместно. С небольшими отличиями, рецепт гречневого хлеба остается стабильным в деревнях и поселениях района: агрогородке Гвозница, агрогородке Арехово, деревне Дрэчево, деревне Брадятин, деревне Драпеевичы.

## Рецепт
В соответствии с традицией, в гречневом хлебе используют гречневую муку, изготовленную домашним методом. Процесс приготовления гречаника весьма трудоемок. Используются хозяйственные жернова или мельницы, так как помол является оригинальной частью рецепта, в котором «гречку немного подсушивали и частично ободрав шелуху в жёрновах, провеивали в сите, пока не отойдет шелуха и наиболее крупные зерна. После гречку молят в муку и она считается пригодной для употребления».
Сегодня в тесто добавляют и пшеничную муку, но в оригинальном варианте предлагается обходиться без нее. В общий состав теста входят масло, сметана, соль, тертый картофель и несколько капель водки. Тесто должно созреть в течение 8 часов. При выпекании встречаются дополнительные рекомендации, вроде выпекания хлеба на дубовых листьях или включения в рецепт жареного сала, немного изменяющего запах и вкус гречаника.
В ареале распространения традиции гречневый хлеб изготавливается без привязки к сезону или времени, хотя в основном гречневый хлеб готовят по праздникам и на свадьбу. Наиболее всего распространено его приготовление по требованию, и хозяйки готовят хлеб к разным жизненным событиям: свадьбам, именинам, крестинам и похоронам.

## Значение традиции
Значение традиции выпекания гречневого хлеба может рассматриваться с точки самоопределения локальной общности малоритчины или же как бренд района. Согласно этнографическим опросам, проведенным перед включением традиции выпекания гречневого хлеба в список нематериального культурного наследия Республики Беларусь, к передаче и сохранению рецепта носители традиции и перенимающие относятся с уважением и гордостью. Сегодня положение традиции обозначается как развивающееся и распространяющееся. Однако существует и угроза уничтожения традиции, так как растущая роль новых технологий, повышающая ассортимент товаров в магазинах и рост пекарен, удорожает изготовление домашнего хлеба.